# Watkins at Large
Watkins at Large è il primo album come leader di Doug Watkins, pubblicato dalla Transition Records nel 1956. Il disco fu registrato (probabilmente) l'8 dicembre del 1956 a New York (Stati Uniti).

## Tracce
Lato A
1. Return to Paradise – 12:50 (Dmitri Tiomkin, Ned Washington)
2. Phinupi – 9:23 (Kenny Burrell)

Lato B
1. Phil T. McNasty's Blues – 4:56 (Brano tradizionale)
2. More of the Same – 10:04 (Thad Jones)

Edizione CD del 2004, pubblicato dalla Blue Note Records
1. Return to Paradise – 12:50 (Ned Washington, Dmitri Tiomkin)
2. Phinupi – 9:25 (Kenny Burrell)
3. Phil T.McNasty's Blues – 4:54 (Brano tradizionale)
4. More of the Same – 10:03 (Thad Jones)
5. Panonica – 3:50 (Duke Jordan)

## Musicisti
- Doug Watkins- contrabbasso
- Donald Byrd - tromba
- Hank Mobley - sassofono tenore (tranne brano 5 del CD)
- Kenny Burrell - chitarra (tranne brano 5 del CD)
- Duke Jordan - pianoforte
- Art Taylor - batteria